# Stopîlka, Koriukivka
Stopîlka (în ucraineană Стопилка) este un sat în comuna Rîbînsk din raionul Koriukivka, regiunea Cernihiv, Ucraina.

## Demografie
Componența lingvistică a localității Stopîlka
     Ucraineană (100%)
Conform recensământului din 2001, toată populația localității Stopîlka era vorbitoare de ucraineană (100%).